# Liste der Biografien/Mc
Liste der Biografien |
Portal Biografien |
Personensuche
# |
A |
B |
C |
D |
E |
F |
G |
H |
I |
J |
K |
L |
M |
N |
O |
P |
Q |
R |
S |
T |
U |
V |
W |
X |
Y |
Z |
?
 
Ma |
Mb |
Mc |
Md |
Me |
Mf |
Mg |
Mh |
Mi |
Mj |
Mk |
Ml |
Mm |
Mn |
Mo |
Mp |
Mq |
Mr |
Ms |
Mt |
Mu |
Mv |
Mw |
Mx |
My |
Mz
 
Mca |
Mcb |
Mcc |
Mcd |
Mce |
Mcf |
Mcg |
Mch |
Mci |
Mcj |
Mck |
Mcl |
Mcm |
Mcn |
Mco |
Mcp |
Mcq |
Mcr |
Mcs |
Mct |
Mcu |
Mcv |
Mcw
Die Liste der Biografien führt alle Personen auf, die in der deutschsprachigen Wikipedia einen Artikel haben. Dieses ist eine Teilliste mit 29 Einträgen von Personen, deren Namen mit den Buchstaben „Mc“ beginnt.

## Mc
- MC Basstard (* 1982), deutscher Rapper iranischer Herkunft
- Mc Biel (* 1996), brasilianischer Popsänger
- MC Bilal (* 1994), deutscher Rapper
- MC Bogy (* 1979), deutscher RapperMC Bogy (* 1979)
- MC Bomber (* 1991), deutscher Rapper

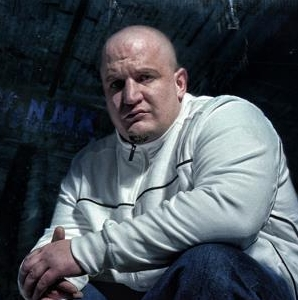
MC Bogy (* 1979)

- MC Breed (1971–2008), US-amerikanischer Rapper
- MC Bruddaal (* 1980), schwäbischer Rapper
- mc chris (* 1975), US-amerikanischer Rapper und Synchronsprecher
- MC Clemens (* 1979), dänischer Rapper, Sänger, Musikschriftsteller und Schauspieler
- MC Eiht, US-amerikanischer Rapper
- MC Fitti (* 1976), deutscher Rapper
- MC Frontalot (* 1973), US-amerikanischer Rapper
- MC Gringo, deutscher Rapper und Radiojournalist
- Mc Kay, Shakeem (* 2003), Sprinter aus Trinidad und Tobago
- MC Lars (* 1982), amerikanischer Rapper
- MC Lyte (* 1971), US-amerikanische Rapperin und Schauspielerin
- MC Mong (* 1979), südkoreanischer K-Pop Sänger und Schauspieler
- MC Mystic Man, britischer Rapper
- MC Neat, britischer Sänger und Rapper
- MC Ren (* 1969), US-amerikanischer Musiker
- MC Rene (* 1976), deutscher MC und Rapper
- MC Serch (* 1967), US-amerikanischer Rapper
- MC Shan, US-amerikanischer Rapper und Musikproduzent
- MC Smook (* 1992), deutscher Rapper
- MC Solaar (* 1969), französischer Rapper
- MC Spontan, deutscher MC
- MC Tali (* 1976), neuseeländische Drum-and-Bass-Musikerin
- MC Yankoo (* 1981), österreichischer Rapper
- Mc-Kinney Møller, Mærsk (1913–2012), dänischer Reeder und Großindustrieller